# Colusa – Miliket
Colusa – Miliket (tên đầy đủ là Công ty Cổ phần Lương thực Thực phẩm Colusa – Miliket) là một công ty sản xuất lương thực, thực phẩm thuộc quyền quản lý của Nhà nước có trụ sở tại thành phố Thủ Đức. Công ty này chuyên sản xuất các loại thực phẩm chế biến như mì, phở, bún ăn liền, nước tương, tương ớt, bột canh...

## Lịch sử
Xí nghiệp Chế biến lương thực thực phẩm Colusa được thành lập năm 1972 với tên gọi "Công ty Sản xuất chế biến mì ăn liền Safoco – Sài Gòn thực phẩm"; và sau ngày giải phóng năm 1975 nó được đổi tên thành "Công ty Cổ phần Lương thực Thực phẩm Colusa". Những sản phẩm của công ty được người tiêu dùng yêu thích trong những năm 80, 90 với biểu tượng hai con tôm. Mì ăn liền Miliket từng có tên gọi cũ là Colusa từ trước những năm 1975.
Còn Xí nghiệp Lương thực thực phẩm Miliket năm 1995 được sáp nhập từ hai cửa hàng Lương thực Thủ Đức và Lương thực Quận 5 (có từ năm 1985) thành Xí nghiệp Lương thực thực phẩm Miliket.
Tháng 4/2004, 2 đơn vị: Xí nghiệp chế biến Lương thực Thực phẩm Colusa và Xí nghiệp Lương thực Thực phẩm Miliket được sáp nhập lại với tên gọi Xí nghiệp chế biến Lương thực Thực phẩm Colusa – Miliket để thực hiện cổ phần hóa.
Hiện Colusa – Miliket có hai cổ đông tổ chức lớn đó là Tổng công ty Lương thực Miền Nam (Vinafood 2) là cổ đông lớn nhất sở hữu 30,72% vốn, Tổng công ty Thuốc lá Việt Nam (Vinataba) nắm 20,41% vốn.
Ngày 10/7/2017, công ty được niêm yết trên sàn UpCoM với mã chứng khoán CMN.

## Kinh doanh
Năm 2016, Colusa-Miliket đạt 459 tỷ đồng doanh thu, lợi nhuận sau thuế đạt 20 tỷ lần lượt giảm 4% và 37% so với cùng kỳ., chiếm 4% thị phần mì gói cả nước.
Năm 2017, trong Báo cáo tài chính quý III của Công ty cổ phần Lương thực Thực phẩm Colusa – Miliket (mã CK: CMN), số liệu cho thấy doanh thu thuần từ hoạt động bán hàng và cung cấp dịch vụ đã đạt 136 tỷ đồng. Thương hiệu mì gói "hai con tôm" mỗi tháng đã đạt được hơn 45 tỷ đồng vào doanh thu, tăng 16,4% so với cùng kỳ.
Bước sang năm 2018, Báo cáo tài chính của Công ty cổ phần Lương thực Thực phẩm Colusa – Miliket được công bố ghi nhận doanh thu thuần từ bán hàng và dịch vụ là 553 tỷ đồng, so với năm 2017 đã tăng hơn 20%
Theo báo cáo tài chính năm 2020 của Công ty cho thấy sự biến động: Doanh thu tổng cộng trong năm đạt 611,3 tỷ đồng, giảm 1,7% so với năm trước; lợi nhuận gộp là 140,7 tỷ đồng, giảm 6,3%; lợi nhuận sau thuế đạt 22,13 tỷ đồng, giảm 10,7% so với năm 2019.
Trong giai đoạn 2016 - 2020, lợi nhuận bình quân hàng năm chỉ đạt 23,2 tỷ đồng, thấp hơn khoảng 20% so với giai đoạn 2011 - 2015.
Năm 2022, Báo cáo tài chính của Công ty cổ phần Lương thực Thực phẩm Colusa – Miliket (thương hiệu MILIKET – Colusa đã ghi nhận kỷ lục doanh thu trong năm này. Tuy nhiên, lợi nhuận vẫn chưa đạt đến mức như trước dịch. Theo báo cáo, doanh thu năm trước đã tăng 10% so với cùng kỳ, lên con số 631 tỷ đồng.

## Danh hiệu và giải thưởng
- Hàng Việt Nam chất lượng cao[9]
- 100 thương hiệu mạnh - 100 thương hiệu dẫn đầu (2006 - 2007)[9]
- Giải nhất Giải thưởng quốc gia về Hiệu quả năng lượng trong công nghiệp năm 2017[10]
- 2009, Thương hiệu vàng An toàn vệ sinh thực phẩm[11]
- Giải thưởng Thương hiệu Vàng 2021[12]
- Thương hiệu vì môi trường xanh Quốc Gia – Sản phẩm thân thiện với môi trường do Hội kinh tế môi trường Việt Nam – VIASEE; Hiệp hội thông tin, tư vấn kinh tế thương mại Việt Nam chứng nhận.[13]